# Falconaire (Texas)
Falconaire es un lugar designado por el censo ubicado en el condado de Starr en el estado estadounidense de Texas. En el Censo de 2010 tenía una población de 132 habitantes y una densidad poblacional de 261,36 personas por km².

## Geografía
Falconaire se encuentra ubicado en las coordenadas 26°33′4″N 99°7′1″O / 26.55111, -99.11694. Según la Oficina del Censo de los Estados Unidos, Falconaire tiene una superficie total de 0.51 km², de la cual 0.51 km² corresponden a tierra firme y (0%) 0 km² es agua.

## Demografía
Según el censo de 2010, había 132 personas residiendo en Falconaire. La densidad de población era de 261,36 hab./km². De los 132 habitantes, Falconaire estaba compuesto por el 99.24% blancos, el 0.76% eran afroamericanos, el 0% eran amerindios, el 0% eran asiáticos, el 0% eran isleños del Pacífico, el 0% eran de otras razas y el 0% pertenecían a dos o más razas. Del total de la población el 100% eran hispanos o latinos de cualquier raza.